# Balaka streptostachys
Balaka streptostachys är en enhjärtbladig växtart som beskrevs av D.Fuller och John Leslie Dowe. Balaka streptostachys ingår i släktet Balaka och familjen Arecaceae. Inga underarter finns listade i Catalogue of Life.